# Srpnatka fermežová

Stupeň ohrožení v ČR - zranitelný

Srpnatka fermežová (Hamatocaulis vernicosus (Mitt.) Hedenäs )
(Basionym Stereodon vernicosus Mitt.; syn. Drepanocladus vernicosus, Limprichtia vernicosa , Scorpidium vernicosum) je bokoplodý mech z čeledi Calliergonaceae (dříve řazen mezi Amblystegiaceae). Roste v mokřadech a je typický srpovitě zahnutými lístky sčesanými na jednu stranu.

## Znaky
Rostliny statné, žlutozelené, zelené, hnědozelené až fermežově hnědavé, ojediněle poněkud purpurové.
Lodyžky vystoupavé až vzpřímené, 8–20 (– 30) cm dlouhé, zpeřeně větvené, na koncích hákovitě zakřivené; drobné korové buňky se ztlustlými stěnami pouze v 1–2 vrstvách, dřeňové buňky tenkostěnné.
Lodyžní listy oválné až vejčité, 2–3 mm dlouhé a 0,6–1,2 mm široké, náhle silně srpovité až kroužkovité, postupně zúžené do zašpičatělé a někdy i žlábkovitě svinuté špičky, vyduté, silně řáskaté, okraj listu celokrajný. Žebro silné, 45–100 µm široké na bázi, jednoduché, zřídka i rozdvojené, obvykle mizí za polovinou listu. Větevní listy menší, 1,8–2,5 mm dlouhé, většinou neřáskaté.
Buňky čárkovité, 35–125 × 4–6 µm, tenkostěnné, bazální buňky kratší, 12–18 µm široké, někdy hnědavě až purpurově pigmentované, křídelní buňky chybí. Dvoudomý druh. Perichaetiální listy přímé, prodloužené, s poměrně dlouhým žebrem. Štět 4–5 cm, purpurový. Tobolka vodorovná, vyhrblá, válcovitá, 2,0–2,7 mm dlouhá a 1,2–1,5 mm široká, u ústí zúžená. Víčko kuželovité. Prstenec třířadý, opadavý. Zuby exostomu postupně zúžené, 500–600 µm dlouhé a 100–150 µm široké, oranžové, endostom hladký, žlutavý. Druh pouze zřídka plodný.
Výtrusy 13–18 µm, žlutozelené, papilnaté.

## Ekologie

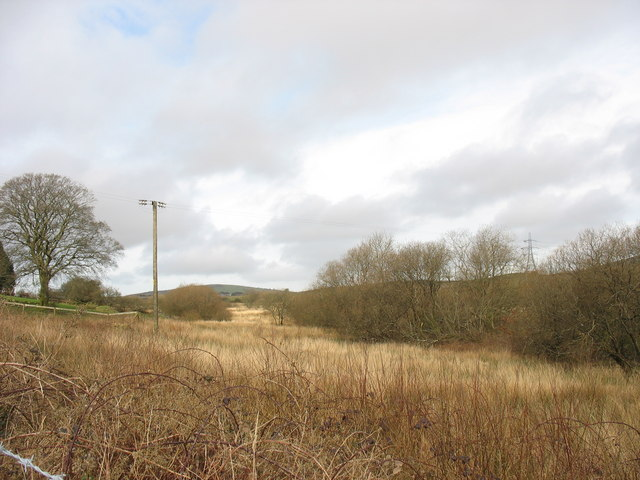
Cors Gyfelog Nature Reserve - biotop Hamatocaulis vernicosus

Druh roste v trvale zamokřených otevřených místech na minerotrofních slatiništích, občas i na slatinných loukách nebo při okrajích rybníků. Jeho výskyt je svázán se slabě kyselým až slabě zásaditým pH, vyšším množstvím iontů, ale menším podílem Ca2+.
Zajímavostí je, že nemá rhizoidy, kterými by byl ukotven k zemi. Jelikož roste ve velmi mokrých místech, není pevně ukotven a přirůstá neustále směrem nahoru, jako to dělají rašeliníky. Spodní části lodyžky postupně odumírají a díky nepřítomnosti kyslíku se ukládají v podobě slatinné rašeliny. Pokud se odlomí boční větvička a dopadne do vhodného místa, je schopna pokračovat v růstu jako samostatná rostlinka. Tento způsob nepohlavního vegetativního rozmnožování je u mokřadních mechů velmi častý.

## Rozšíření
Hamatocaulis vernicosus je druhem s boreálně-montánním rozšířením. Vyskytuje se na slatiništích a přechodových rašeliništích severní polokoule a v horách Jižní Ameriky, v Evropě je těžištěm jeho výskytu Skandinávie.
Těžištěm výskytu v ČR je Českomoravská vrchovina, kde se nachází téměř polovina recentních lokalit, dále také Třeboňská pánev, Šumava a Českolipsko. Ostatní lokality představují spíše ojedinělé izolované výskyty. V současnosti je na území ČR známo cca 70 lokalit druhu.

## Ohrožení a ochrana
Během posledních padesáti let byl zaznamenán výrazný pokles tohoto druhu v různých zemích světa. Na území ČR je Hamatocaulis vernicosus charakterizován jako druh zranitelný (VU). Je také jedním ze čtyř mechorostů rostoucích na území ČR, zařazených do soustavy Natura 2000 jako druh uvedený v příloze II směrnice o stanovištích. Příčina jeho ohrožení spočívá především v ústupu vhodných biotopů, neboť Hamatocaulis vernicosus má značně specifické ekologické nároky.
Ochrana druhu spočívá v důsledné ochraně jeho biotopu. Jelikož je většina slatinišť negativně ovlivněna melioracemi (odvodněním), je obvykle nutné provádět management v podobě kosení a vyřezávání náletových dřevin, jejichž růst by jinak byl omezen vysokou hladinou spodní vody. Dalším nebezpečím pro lokality tohoto druhu je eutrofizace čili zvýšení živinové bohatosti lokality, ke které dochází obvykle vlivem splachu hnojiv z blízkých polí. Jelikož je druh kompetičně (konkurenčně) slabý, je potom vytlačen zdatnějšími druhy.

## Jak druh rozeznat
Jelikož je srpnatka fermežová (Hamatocaulis vernicosus) druhem zařazeným do soustavy Natura 2000, dostává se jí značné pozornosti bryologů, botaniků a osob věnujících se ochraně přírody. Podobně jako u většiny ostatních mechů ale není její určení nijak snadné a i poměrně zkušený bryolog se často zmýlí. S dostatkem zkušeností lze v terénu druh určit s vysokou pravděpodobností, ale k 100% určení je třeba použít mikroskop.
Nejčastější záměny jsou s druhem Scorpidium cossonii (štírovec prostřední). Lze také zaměnit za druhy Calliergonella lindbergii (která ale nemá žebro), Drepanocladus aduncus nebo zástupci rodu Warnstorfia (kteří mají delší a užší lístky).
| znak                     | Hamatocaulis vernicosus    | Scorpidium cossonii         |
| ------------------------ | -------------------------- | --------------------------- |
| hlavička                 | výrazně oddálená           | splývá s lodyžkou           |
| lístky                   | podélně řáskaté            | neřáskaté                   |
| báze lístků              | často hnědočervený proužek | barevně většinou neodlišené |
| hyalodermis lodyžky      | nepřítomna                 | přítomna                    |
| centrální svazek lodyžky | nepřítomen                 | přítomen                    |

## Fotogalerie

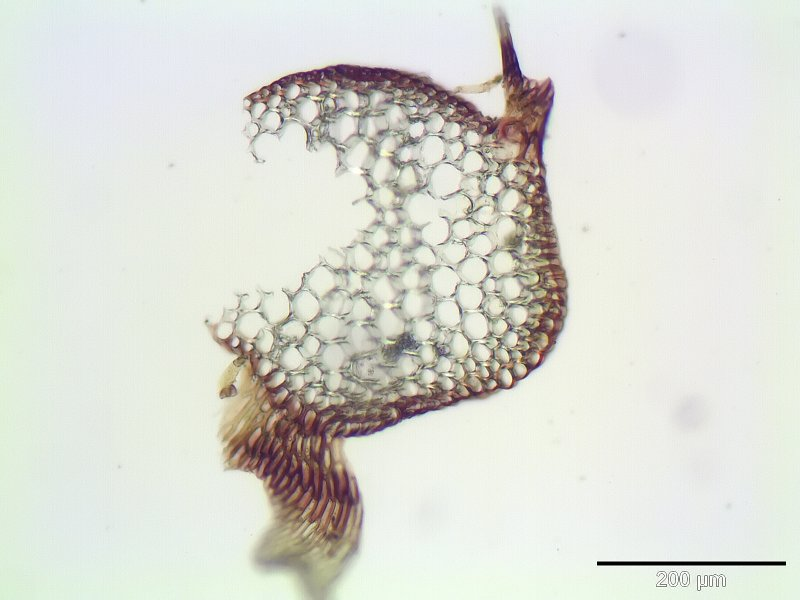
řez lodyžkou – žádná hyalodermis na obvodu, žádné malé buňky uprostřed Photo by Kristian Peters
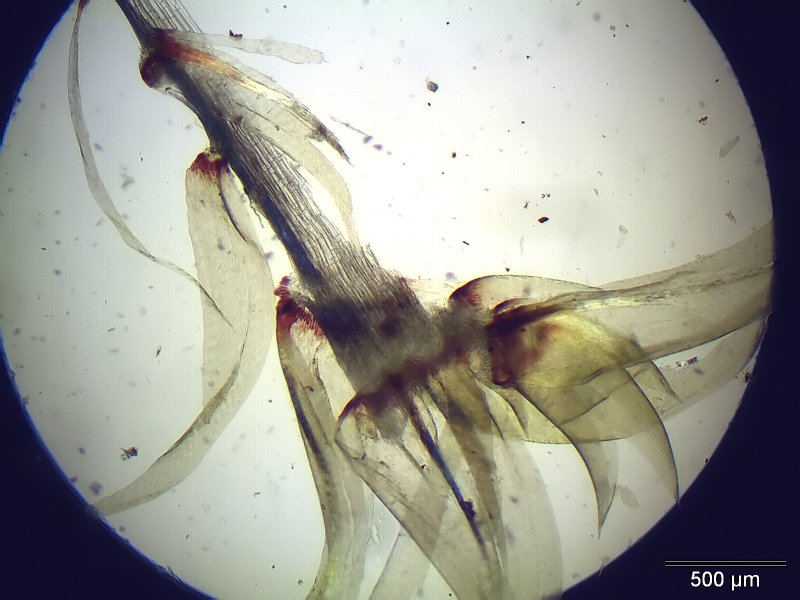
načervenalá báze lístku Photo by Kristian Peters
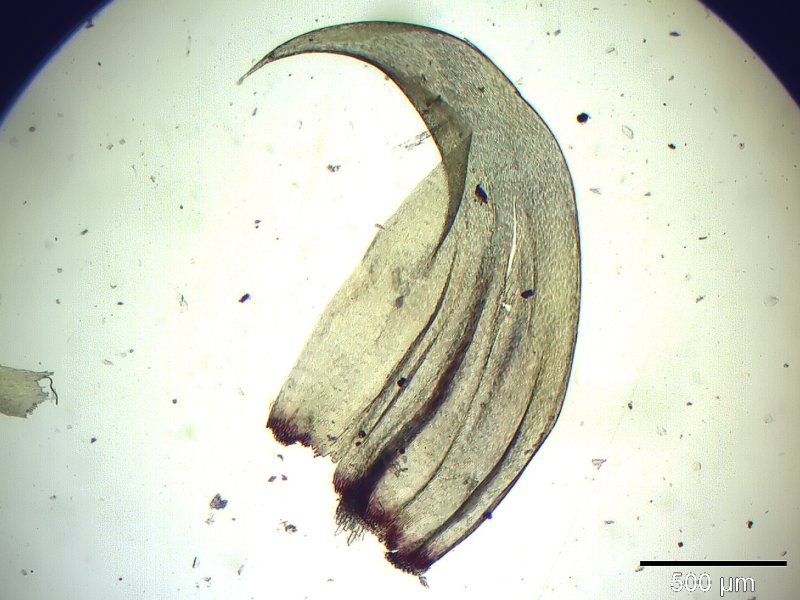
lístek Photo by Kristian Peters
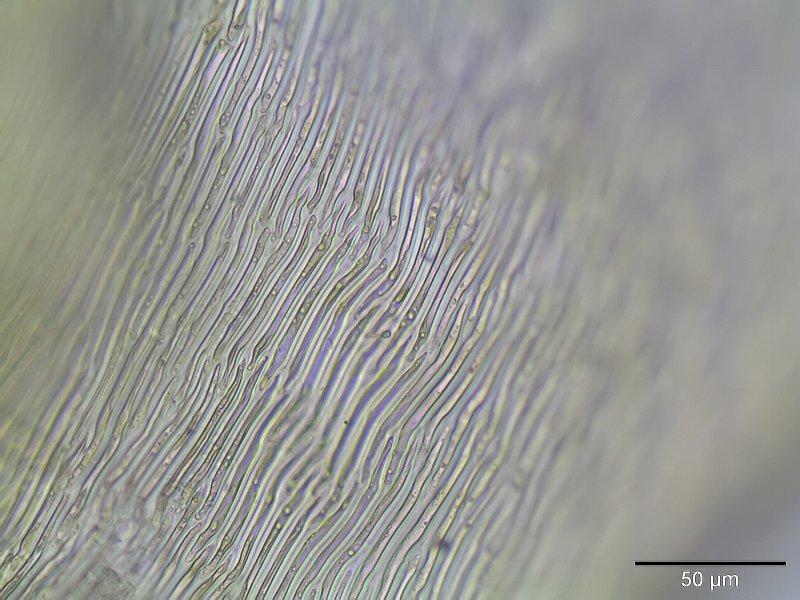
buňky lístku 400x Photo by Kristian Peters